# Уонн, Лоис
Лоис Уонн (англ. Lois Wann; 1912, Монтиселло, штат Миннесота — 23 февраля 1999, Бронксвилл, штат Нью-Йорк) — американская гобоистка.
Начала учиться игре на фортепиано в шестилетнем возрасте. Несколькими годами позже переехала с семьёй в Сан-Диего, где перешла на гобой. Окончила Джульярдскую школу (1936), где занималась под руководством Бруно Лабате. Играла в Нью-Йоркском женском симфоническом оркестре (руководитель оркестра Антония Брико выделяла её как одного из важнейших музыкантов коллектива), затем в Симфоническом оркестре Сан-Диего, Питсбургском симфоническом оркестре, Сент-Луисском симфоническом оркестре. На протяжении многих лет была первым гобоем в оркестре Городского балета Нью-Йорка. С 1936 года и вплоть до 1992 года (с перерывами) преподавала в Джульярдской школе, а в 1946—1976 годах также и в Маннес-колледже. Важнейшим из её учеников был Роналд Роузмен.
В 1955 году стала первой исполнительницей Сонатины для гобоя и фортепиано Дариуса Мийо. Среди других важных сольных работ Уонн — запись Дагомейской сюиты для гобоя и фортепиано Мечислава Колински (вместе с автором, 1959).